# Weinmannia tolimensis
Weinmannia tolimensis är en tvåhjärtbladig växtart som beskrevs av José Cuatrecasas. Weinmannia tolimensis ingår i släktet Weinmannia och familjen Cunoniaceae. Inga underarter finns listade i Catalogue of Life.